# Gens Cecia
La gens Cecia fue una familia romana de finales de la República. No parece haber sido particularmente grande o importante. Su miembro más conocido fue Cayo Cecio, un amigo del joven Publio Cornelio Léntulo Espínter, del que habló Cicerón en el 49 a. C.